# Supercopa Paraguay 2024
La Supercopa Paraguay 2024 fue la cuarta edición de la Supercopa Paraguay, la supercopa de fútbol de Paraguay. Se celebró el 22 de enero de 2025 en el Estadio Defensores del Chaco en Asunción, entre los campeones mejor clasificados de la tabla acumulada de la Primera División 2024, Olimpia, y los campeones de la Copa Paraguay 2024, Libertad. Este partido, que originalmente estaba programado para jugarse el 23 de enero, fue el evento inaugural de la temporada 2025 del fútbol paraguayo.
Esta fue la tercera vez que Olimpia participó en la competición, ganando en 2021 pero perdiendo en la temporada siguiente, mientras que esta fue la segunda participación de Libertad en la competencia, aunque fue la primera vez que jugaron el partido, ya que la edición 2023 les fue otorgada automáticamente por ganar ambos torneos de la Primera División, así como la Copa Paraguay celebrada en esa temporada.
Libertad derrotó a Olimpia 2–1 en el partido para conseguir su segundo título de la Supercopa Paraguay.

## Equipos clasificados
| Club Libertad | Campeón de la Copa Paraguay 2024                                                         |
| Olimpia       | Campeón de la Primera División de Paraguay 2024, con mayor puntaje en la tabla acumulada |

## Partido
|       | Olimpia             | 1:2 (0:1) | Libertad                                   | Estadio Defensores del Chaco, Asunción        |                                               |
| 19:30 | Derlis González 76' | Reporte   | Matías Espinoza 41' · Roque Santa Cruz 62' | Árbitro(s): David Ojeda VAR: Carlos Figueredo | Árbitro(s): David Ojeda VAR: Carlos Figueredo |

|            | Guardameta     | Gastón Olveira   |     |
|            | Defensa        | Robert Rojas     |     |
|            | Defensa        | Junior Barreto   |     |
|            | Defensa        | Alejandro Maciel |     |
|            | Defensa        | Facundo Zabala   |     |
|            | Centrocampista | Rodney Redes     | 60' |
|            | Centrocampista | Alex Franco      | 87' |
|            | Centrocampista | Richard Ortiz    |     |
|            | Centrocampista | Erik López       | 60' |
|            | Delantero      | Derlis González  |     |
|            | Delantero      | Darío Benedetto  | 71' |
| Entrenador | Entrenador     | Martín Palermo   |     |

|            | Guardameta     | Rodrigo Morínigo  |       |
|            | Defensa        | Iván Ramírez      |       |
|            | Defensa        | Diego Viera       |       |
|            | Defensa        | Néstor Giménez    |       |
|            | Defensa        | Matías Espinoza   |       |
|            | Centrocampista | Marcelo Fernández | 66'   |
|            | Centrocampista | Álvaro Campuzano  |       |
|            | Centrocampista | Lucas Sanabria    | 82'   |
|            | Centrocampista | Lorenzo Melgarejo | 90+2' |
|            | Delantero      | Rubén Lezcano     | 82'   |
|            | Delantero      | Roque Santa Cruz  | 66'   |
| Entrenador | Entrenador     | Sergio Aquino     |       |

|  |  | Javier Domínguez | 60' |
|  |  | Iván Leguizamón  | 60' |
|  |  | Hugo Benítez     | 71' |
|  |  | Antonio Bareiro  | 87' |

|  |  | Adrián Alcaraz       | 66'   |
|  |  | Óscar Cardozo        | 66'   |
|  |  | Gustavo Aguilar      | 82'   |
|  |  | Hernesto Caballero   | 82'   |
|  |  | Ángel Cardozo Lucena | 90+2' |

| Anotado | 76' | Derlis González | 1-2 |

| Anotado | 41' | Matías Espinoza  | 0-1 |
| Anotado | 62' | Roque Santa Cruz | 0-2 |

| Amonestado | 47' | Richard Ortiz    |
| Amonestado | 67' | Javier Domínguez |

| Amonestado | 44' | Diego Viera |

| Árbitro             | David Ojeda      |
| Árbitros asistentes | Carmelo Candia   |
| Árbitros asistentes | Héctor Medina    |
| Cuarto árbitro      | Alipio Colmán    |
| Adicionales VAR     | Carlos Figueredo |
| Adicionales VAR     | Héctor Balbuena  |

|            | Guardameta     | Gastón Olveira   |     |
|            | Defensa        | Robert Rojas     |     |
|            | Defensa        | Junior Barreto   |     |
|            | Defensa        | Alejandro Maciel |     |
|            | Defensa        | Facundo Zabala   |     |
|            | Centrocampista | Rodney Redes     | 60' |
|            | Centrocampista | Alex Franco      | 87' |
|            | Centrocampista | Richard Ortiz    |     |
|            | Centrocampista | Erik López       | 60' |
|            | Delantero      | Derlis González  |     |
|            | Delantero      | Darío Benedetto  | 71' |
| Entrenador | Entrenador     | Martín Palermo   |     |

|            | Guardameta     | Rodrigo Morínigo  |       |
|            | Defensa        | Iván Ramírez      |       |
|            | Defensa        | Diego Viera       |       |
|            | Defensa        | Néstor Giménez    |       |
|            | Defensa        | Matías Espinoza   |       |
|            | Centrocampista | Marcelo Fernández | 66'   |
|            | Centrocampista | Álvaro Campuzano  |       |
|            | Centrocampista | Lucas Sanabria    | 82'   |
|            | Centrocampista | Lorenzo Melgarejo | 90+2' |
|            | Delantero      | Rubén Lezcano     | 82'   |
|            | Delantero      | Roque Santa Cruz  | 66'   |
| Entrenador | Entrenador     | Sergio Aquino     |       |

|  |  | Javier Domínguez | 60' |
|  |  | Iván Leguizamón  | 60' |
|  |  | Hugo Benítez     | 71' |
|  |  | Antonio Bareiro  | 87' |

|  |  | Adrián Alcaraz       | 66'   |
|  |  | Óscar Cardozo        | 66'   |
|  |  | Gustavo Aguilar      | 82'   |
|  |  | Hernesto Caballero   | 82'   |
|  |  | Ángel Cardozo Lucena | 90+2' |

| Anotado | 76' | Derlis González | 1-2 |

| Anotado | 41' | Matías Espinoza  | 0-1 |
| Anotado | 62' | Roque Santa Cruz | 0-2 |

| Amonestado | 47' | Richard Ortiz    |
| Amonestado | 67' | Javier Domínguez |

| Amonestado | 44' | Diego Viera |

| Árbitro             | David Ojeda      |
| Árbitros asistentes | Carmelo Candia   |
| Árbitros asistentes | Héctor Medina    |
| Cuarto árbitro      | Alipio Colmán    |
| Adicionales VAR     | Carlos Figueredo |
| Adicionales VAR     | Héctor Balbuena  |

|                             |
|                             |
| Campeón Libertad 2.º título |